# François van Knibbergen

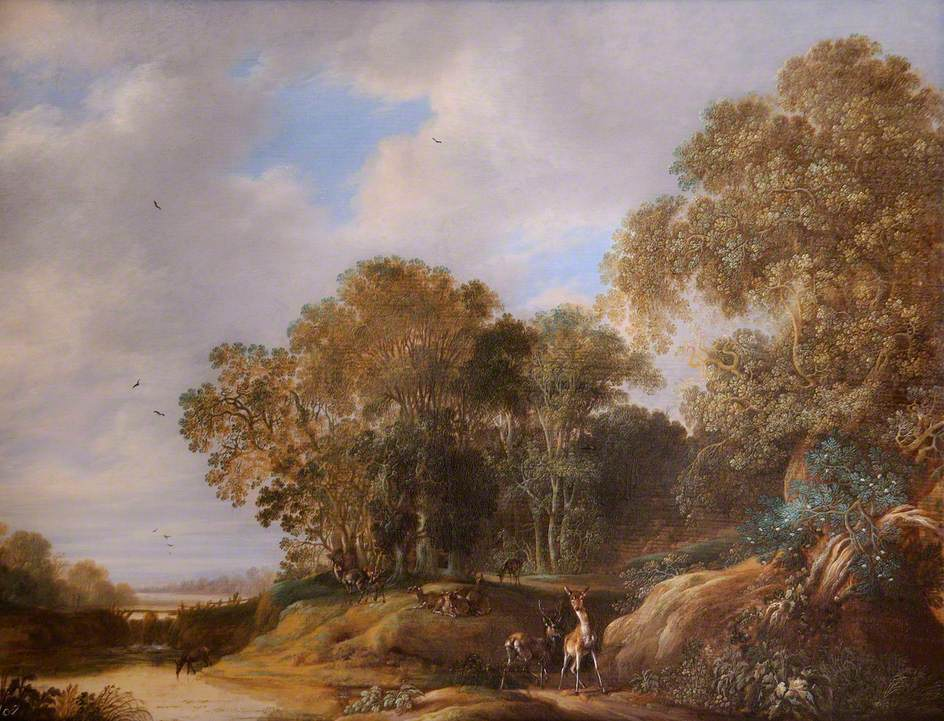
Paisaje con ciervos, óleo sobre tabla de roble, 44,5 x 60 cm, Londres, The Wellington Collection, Apsley House. Firmado: «F. Knibbergen». Se trata de una de las escasas obras firmadas por el artista, sacada del Palacio Real de Madrid por José Bonaparte y tomada en Vitoria por los ingleses con su equipaje.

François van Knibbergen (La Haya, c. 1596/1597-después de 1664) fue un pintor barroco holandés especializado en la pintura de paisaje en una dirección próxima a la de Jan van Goyen.
Formado con Michiel van den Sande, con quien se le documenta como discípulo en Utrecht en 1614, maestro y alumno viajaron juntos a Roma en ese año. Un año más tarde, tras pasar por Milán, estaba de vuelta en Utrecht. Pasó luego algún tiempo en Ámsterdam antes de establecerse en La Haya, donde en 1629 era miembro del gremio de San Lucas. Es probablemente el padre de Catherina van Knibbergen, también pintora de paisaje.
El número de sus obras conocidas es reducido, aunque sus pinturas, no obstante estar bien acabadas, aparentan haber sido trabajadas con rapidez. El diccionario biográfico de los Países Bajos dirigido por Van der Aa (1862) le reprocha escaso gusto en la elección de sus motivos.